# Hemidesmus indicus

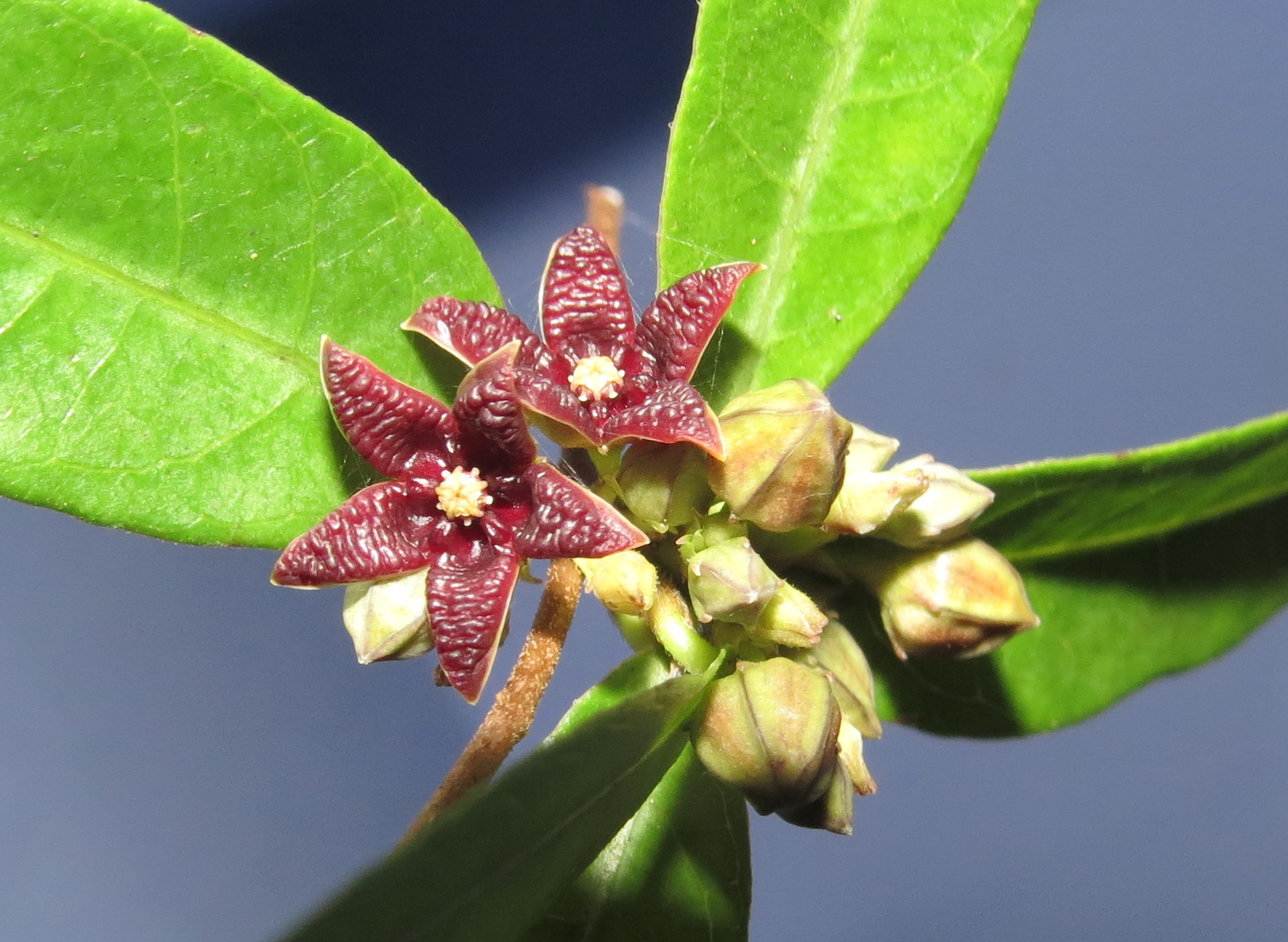
Blütenstand

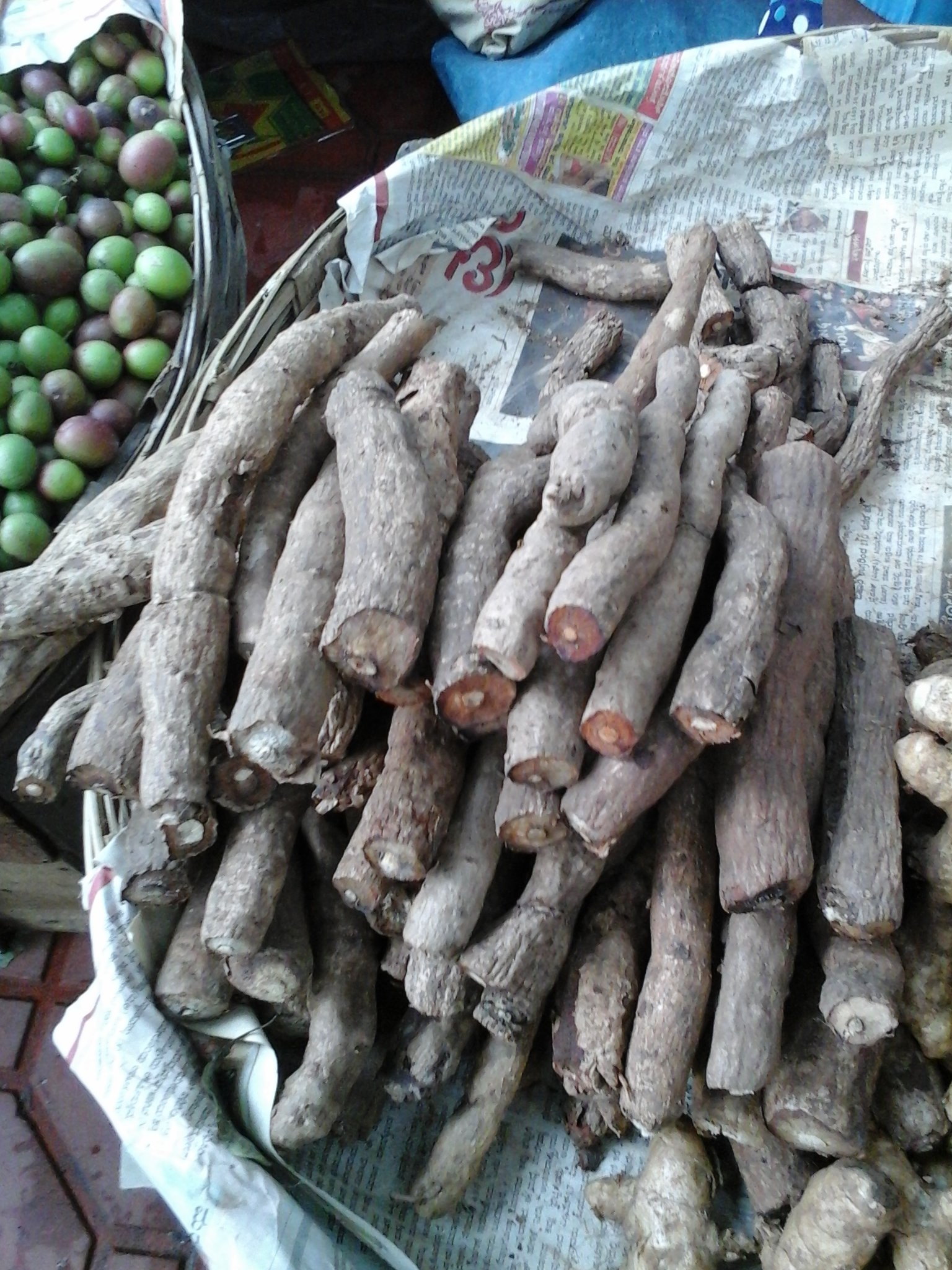
Wurzeln

Hemidesmus indicus ist eine Pflanzenart in der Familie der Hundsgiftgewächse aus Indien, Pakistan, Bangladesch, Sri Lanka, Myanmar bis ins nördliche Südostasien. Es ist die einzige Art der Gattung Hemidesmus. In Indien ist sie bekannt als Anantamul  oder Magrabu sowie im Englischen als Indian Sarsaparilla.

## Beschreibung
Hemidesmus indicus wächst als immergrüne, verholzende Schlingpflanze. Die kahlen, schlanken, kriechenden bis kletternden Sprossachsen reichen ein paar Meter weit.
Die heteromophen und kurz gestielten Laubblätter sind gegenständig. Die ganzrandigen, meist spitzen oder bespitzten, selten stumpfen bis eingebuchteten, oft stachelspitzigen und meist kahlen Blätter sind eilanzettlich bis eiförmig oder lanzettlich bis lineallanzettlich bis verkehrt-eilanzettlich, -eiförmig, seltener elliptisch. Die Blätter sind bis zu 12 Zentimeter lang und die junger Sprossen sind manchmal weißlich panaschiert. An der Basis sind sie abgerundet bis leicht herzförmig oder stumpf bis spitz. Die kleinen Nebenblätter sind abfallend.
Es werden kurze, paarige bzw. gegen- und achselständige, wenigblütige Dolden, Büschel gebildet. Die kleinen, kurz gestielten und fünfzähligen Blüten sind zwittrig mit doppelter Blütenhülle. Es sind jeweils verschiedene kleine, schuppige und dachige Tragblätter vorhanden. Der kurz verwachsene Kelch besitzt spitze, eiförmige Zipfel. Die kurz verwachsenen, klappigen, eiförmigen, spitzen und fleischigen Petalen sind ledrig, innen wellig sowie purpur-rötlich bis orange-gelb, außen grünlich. Innen am Schlund sind kurze Schuppen, Hügel, vorhanden (Corona). Es sind freie, kurze Staubblätter und zwei oberständige, kurze Stempel vorhanden, die in einem Gynostegium zusammenstehen. Die Antheren sind fast frei von der großen, flachen und fünfkantigen Narbe. Es sind Nektartaschen zwischen den Griffeln und Staubblättern vorhanden.
Es werden spindelförmige, etwa 10–12 Zentimeter lange, schlanke und kahle Balgfrüchte gebildet, die paarig, abstehend, gespreizt, erscheinen. Die vielen dunkelbraunen, 6–8 Millimeter langen, länglichen Samen besitzen einen langen Haarschweif.

## Verwendung
Die schlanken, länglichen und leicht aromatischen Wurzeln werden medizinisch oder als Räucherwerk genutzt. Aus den Wurzeln wird auch ein Sirup gewonnen, der zu Getränken verarbeitet wird oder in Chutneys verwendet. Die Wurzeln können als Ersatz für Sarsaparilla genutzt werden.